# Werdau Bogendreieck

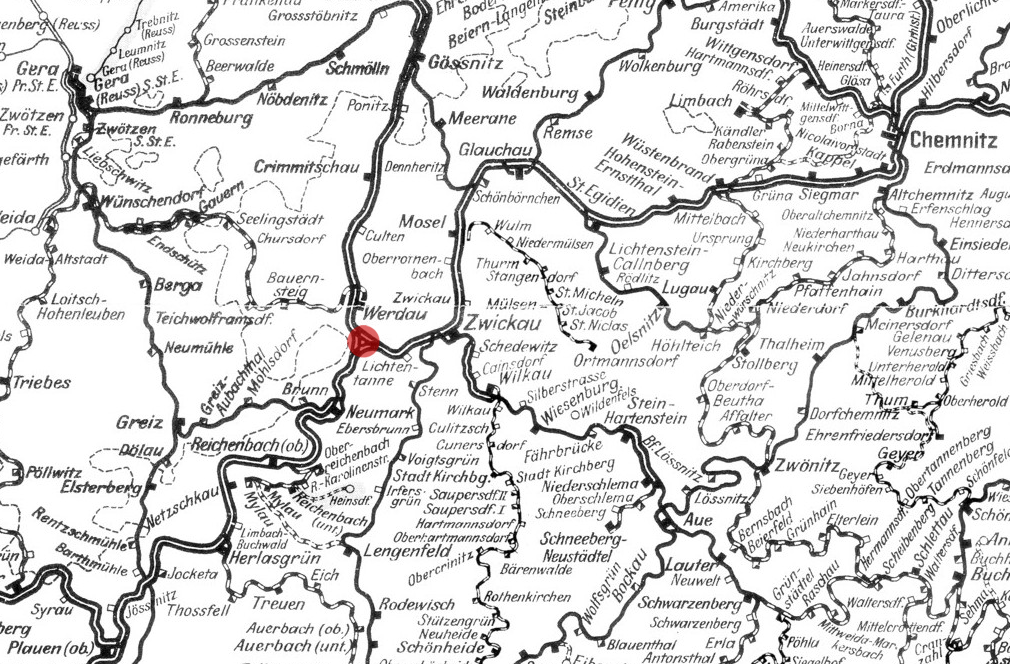
Lage des Bogendreiecks Werdau im sächsischen Eisenbahnnetz

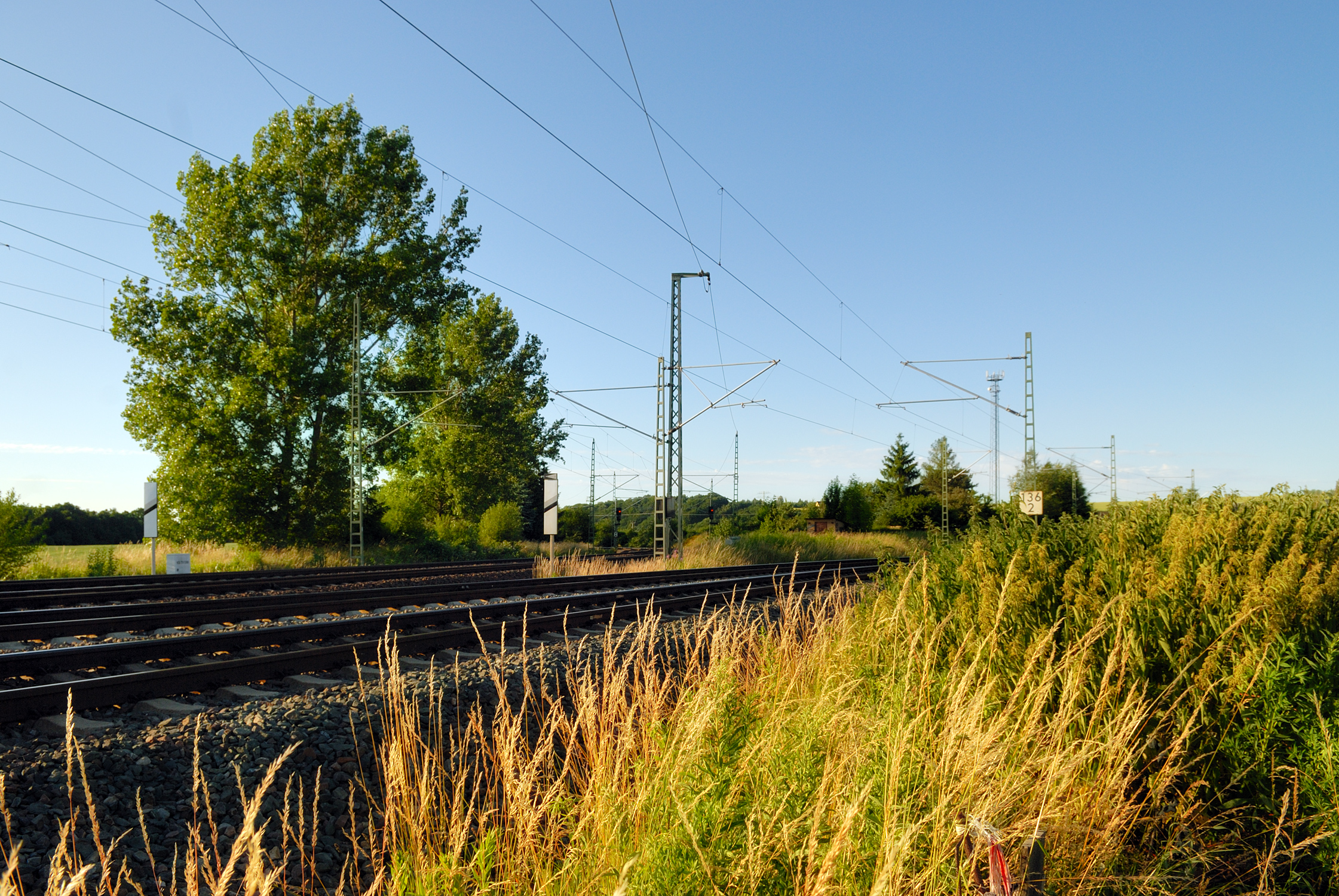
Die „Neumarker Spitze“, links die Gleise von Leipzig, rechts die von Dresden (2008)

Werdau Bogendreieck ist ein Gleisdreieck bei Werdau in Westsachsen, wo die Bahnstrecke Dresden–Werdau (mit Streckenkilometer 135,96) in die Bahnstrecke Leipzig–Hof einmündet. Es befindet sich auf freier Strecke zwischen den Bahnhöfen Werdau, Neumark (Sachs) und Zwickau (Sachs) Hbf und wird durch drei Abzweigstellen begrenzt.

## Geschichte
Mit der Fertigstellung der von der Sächsisch-Bayerischen Eisenbahn-Compagnie (ab 1847: Sächsisch-Bayerische Staatseisenbahn) gebauten Strecke von Leipzig bis Werdau (Bahnstrecke Leipzig–Hof) wurde am 6. September 1845 auch der 8,10 km lange Abzweig nach Zwickau mit in Betrieb genommen. Mit der weiteren Inbetriebnahme der Trasse in Richtung Reichenbach am 31. Mai 1846 ging das spätere Bogendreieck als einfacher Abzweig in Betrieb.
Für den Anschluss an die 1855 eröffnete Albert-Bahn von Dresden waren ursprünglich drei verschiedene Anschlusspunkte in Erwägung gezogen worden. Für den Kohleverkehr aus dem Lugau-Oelsnitzer Revier wurden vor allem die Bahnhöfe Werdau oder Gößnitz als Anschlusspunkte für wichtig erachtet. Werdau war ideal gelegen, um Züge nach Süden Richtung Hof zu leiten, Gößnitz erschien jedoch günstig für den Weg nach Leipzig. Als dritte Variante wurde seinerzeit noch Crimmitschau als Anschlusspunkt untersucht. Letztlich entschied man sich für eine Trassenführung nach Zwickau sowie einer in Schönbörnchen bei Glauchau abzweigenden Verbindungsbahn nach Gößnitz. Am 25. Juni 1855 begann der Bau der Verbindungsbahn nach Gößnitz, am 15. November 1855 auch der Bau der Haupttrasse in Richtung Zwickau. Am 15. November 1858 wurden die beiden neuen Strecken eröffnet. Schon vorher war am 1. Januar 1856 der zweigleisige Verbindungsbogen Zwickau–Neumark an der vormaligen Abzweigstelle Werdau in Betrieb gegangen, welche nun als Bogendreieck Werdau bezeichnet wurde.
Über zehn Jahre später konnte am 1. März 1869 mit dem Lückenschluss zwischen Freiberg und Flöha die durchgehende Verbindung von Dresden vollendet werden. Seitdem besitzt das Bogendreieck Werdau seine überregionale Bedeutung als Nahtstelle im Eisenbahnverkehr zwischen Schlesien und Süddeutschland.
Anfang Oktober 1989 kam es am Bogendreieck Werdau zu massiven, gewalttätigen Übergriffen der Deutschen Volkspolizei gegen Bürger, die den dort vorbeifahrenden Zügen mit den Flüchtlingen aus der Prager Botschaft zuwinken und zujubeln wollten.
Die ursprüngliche Abzweigstelle Werdau Bogendreieck, deren Stellwerk ein achteckiges Gebäude in der Mitte des Gleisdreiecks war, wird heute in die Abzweigstellen Werdau Bogendreieck Neumarker Spitze, Werdau Bogendreieck Werdauer Spitze und Werdau Bogendreieck Zwickauer Spitze unterteilt. Sie besitzen jeweils nur ein Blocksignal am Regel- und Gegengleis in Richtung des Abzweiges und werden durch ein elektronisches Stellwerk gesteuert.

## Überregionale Bedeutung
Das Bogendreieck Werdau besitzt durch seine Verbindung der Bahnstrecken Dresden–Werdau und Leipzig–Hof eine über Sachsen hinausragende überregionale Bedeutung. Es ist Bestandteil der Sachsen-Franken-Magistrale und wird in den Planungen zur Mitte-Deutschland-Verbindung einbezogen. Im Bereich des Bogendreieckes befinden sich Gärten, aber keine Bahnsteige. Die nächsten Verkehrsstationen sind Werdau, Neumark (Sachs) und Steinpleis.